# The Other Boleyn Girl (film 2003)
The Other Boleyn Girl è un film TV del 2003, diretto dalla regista Philippa Lowthorpe.

## Trama
Spinte dai genitori e dallo zio le sorelle Anna e Maria Bolena abbandonano la vita di campagna per stabilirsi alla corte del Re Enrico VIII d'Inghilterra come damigelle della regina Caterina D'Aragona. Le due giovani sorelle hanno il compito di sedurlo per far avere benefici economici alla famiglia.
Maria, spinta da sentimenti sinceri, diviene l'amante del Re e dà alla luce un figlio illegittimo, ma la sorella Anna non si dà per vinta e trama alle spalle della sorella e della legittima moglie del Re, Caterina d'Aragona, determinata a diventare la nuova Regina d'Inghilterra.